# Tmesisternus brevespinosus
Tmesisternus brevespinosus là một loài bọ cánh cứng trong họ Cerambycidae.